# Glenea sejuncta
Glenea sejuncta är en skalbaggsart som beskrevs av Francis Polkinghorne Pascoe 1867. Glenea sejuncta ingår i släktet Glenea och familjen långhorningar.
Artens utbredningsområde är Sarawak. Inga underarter finns listade i Catalogue of Life.